# Rhopalocarpus randrianaivoi
Rhopalocarpus randrianaivoi là một loài thực vật có hoa trong họ Sphaerosepalaceae. Loài này được G.E.Schatz & Lowry mô tả khoa học đầu tiên năm 2006.